# Сан Далмацио (Пиза)
Сан Далмацио је насеље у Италији у округу Пиза, региону Тоскана.
Према процени из 2011. у насељу је живело 135 становника. Насеље се налази на надморској висини од 298 м.